# گلن کوربت
گلن کوربت (انگلیسی: Glenn Corbett؛ ۱۷ اوت ۱۹۳۳ – ۱۶ ژانویهٔ ۱۹۹۳) یک هنرپیشه اهل ایالات متحده آمریکا بود.
از فیلم‌ها یا برنامه‌های تلویزیونی که وی در آن نقش داشته است می‌توان به چیزام اشاره کرد.